# Portland Observatory
Das Portland Observatory wurde 1807 in Portland, Maine errichtet. Der Turm ist ein Holzfachwerkturm mit steinernem Fundament. Er ist der letzte maritime Signalturm in den Vereinigten Staaten.
Portland hat einen tiefen Hafen, der durch zahlreiche Inseln geschützt wird. Die Schiffe die den Hafen benutzen sind nicht von den Hügeln sichtbar, was Probleme für die Kaufleute verursachte, die versuchten, sich auf die Ankunft der Ladungen vorzubereiten. Dieses Problem wurde 1807 gelöst, als Kapitän Lemuel Moody den Bau eines Aussichtsturms auf dem Hügel Munjoy Portlands organisierte, sichtbar vom Ozean und von den Anlegestellen. Während des Krieges von 1812 wurde der Turm als Wachtturm benutzt. Der 26,2 Meter hohe Turm mit 7 Stockwerken ist achteckig und steht 68 Meter über dem Meeresspiegel. Die "Laterne" des Turmes schloss ein Teleskop ein, mit dem man Schiffe 56 Kilometer auf dem Meer sehen konnte. Dieses Teleskop wurde 1939 demontiert. Der Turm wurde mehrfach renoviert.
Am 24. April 1973 wurde Portland Observatory als Baudenkmal in das National Register of Historic Places aufgenommen.  Am 17. Februar 2006 erhielt der Turm den Status einer National Historic Landmark. Im gleichen Jahr wurde Portland Observatory von der American Society of Civil Engineers der List of Historic Civil Engineering Landmarks hinzugefügt.